# الفلن
الفلن (به آلمانی: Alflen) یک شهر در آلمان است که در راینلاند-فالتس واقع شده‌است.

## خصوصیات
الفلن ۱۳٫۴۲ کیلومترمربع مساحت دارد ۴۳۵ متر بالاتر از سطح دریا واقع شده‌است.